# استان کردستان
استان کردستان، یکی از استان‌های ایران به مرکزیت شهر سنندج است که در غرب ایران جای گرفته است. گستره این استان ۲۹٬۵۰۰ کیلومتر مربع معادل ۱٫۸٪ از گستره کل کشور ایران است. این استان در دامنه‌ها و دشت‌های پراکندهٔ رشته‌کوه زاگرس میانی جای گرفته و بلندترین کوه آن شاهو در شهرستان کامیاران در جنوب غربی استان به ارتفاع ۳۳۹۰ متر است. استان کردستان از شمال به استان‌های آذربایجان غربی و زنجان، از شرق به همدان و زنجان، از جنوب به کرمانشاه و از غرب به اقلیم کردستان (استان‌های سلیمانیه و حلبچه) در کشور عراق محدود است. استان کردستان با کشور عراق ۲۵۰ کیلومتر مرز مشترک دارد. استان کردستان برپایهٔ آخرین تقسیمات کشوری در سال ۱۴۰۰ دارای ۱۰ شهرستان، ۳۱ بخش، ۳۰ شهر، ۹۴ دهستان و ۱۷۵۱ آبادی دارای سکنه و ۱۵۲ آبادی خالی از سکنه بوده است. شهرستان‌های این استان عبارتند از: سنندج، مریوان، سقز، بانه، قروه، کامیاران، بیجار، دیواندره، دهگلان و سروآباد.
بر پایه سرشماری عمومی نفوس و مسکن سال ۱۳۹۵ استان کردستان ۱،۶۰۳،۰۱۱ نفر جمعیت دارد که ۳۵ درصد در روستا و ۶۵ درصد در شهرها زندگی می‌کنند. تراکم نسبی جمعیت معادل ۵۲٫۱ نفر در کیلومتر مربع است.

## نام استان
کردستان متشکل از دو واژهٔ کُرد و پسوند (ستان) به معنی مکان است. کردستان مکان و سرزمین کُردها و ناحیه‌ای در غرب ایران است. واژهٔ کردستان نخستین بار به‌طور رسمی در دورهٔ سلجوقی به‌کار برده شد و از آن پس در منابع مختلف تکرار شده است.
به اعتقاد بسیاری از مورخان، در هزاره‌های پیش از اسلام (از حدود ۵ هزار سال قبل تا اوایل عصر اشکانی) نیز، کردوئنه، کاردوخ، گوتیوم، کاردا، بیت قاردو، کوردا و … همگی به عنوان بخشی از نواحی مختلفی از مناطق کردنشین کنونی ثبت شده‌اند.

## جغرافیا

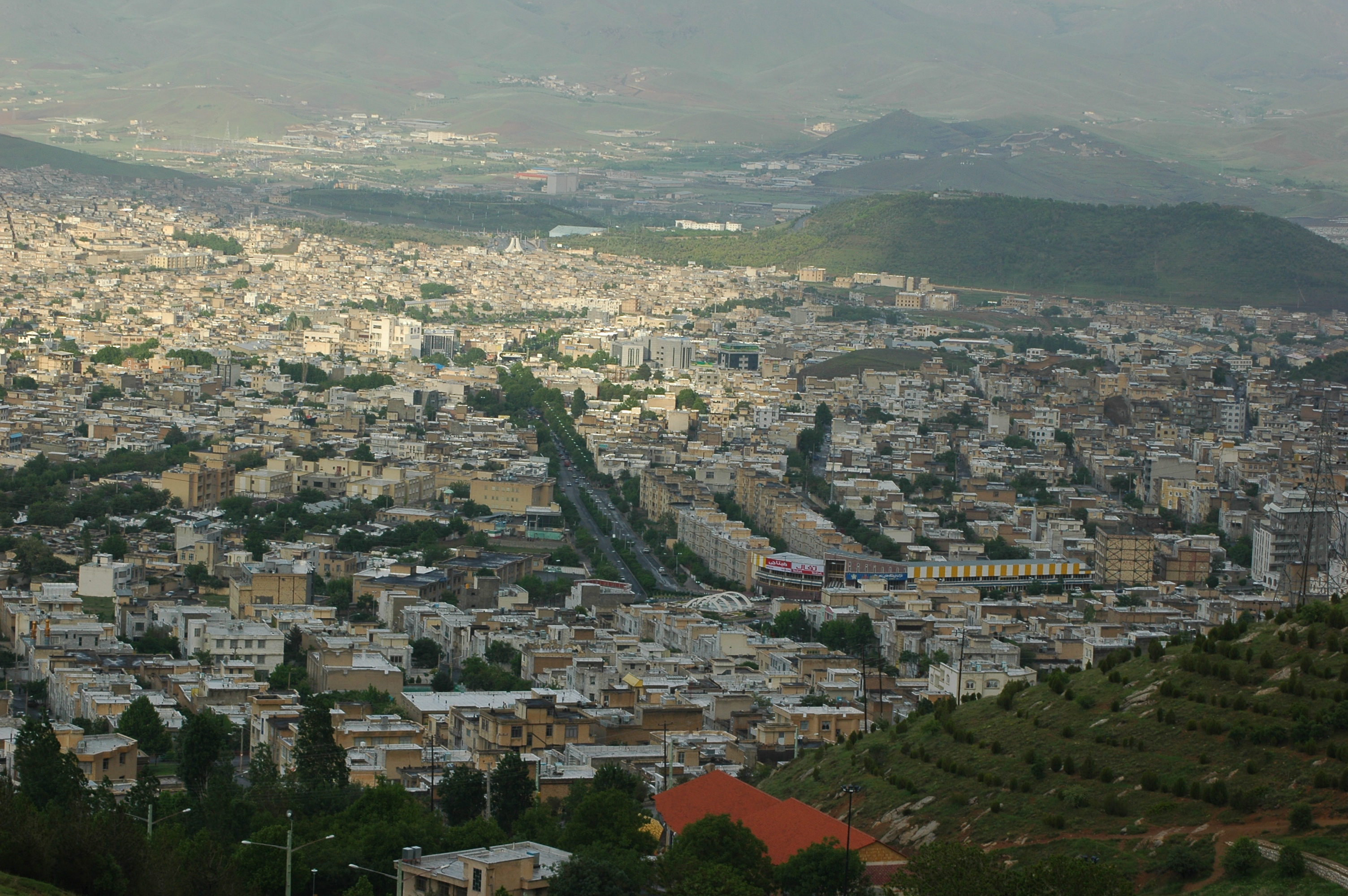
نمایی از شهر سنندج (سنه) مرکز استان کردستان

استان کردستان با پهنای ۲۹٬۵۰۰ کیلومتر در غرب ایران و همسایگی کشور عراق بین ۳۴ درجه و ۴۴ دقیقه تا ۳۶ درجه و ۳۰ دقیقه عرض شمالی و ۴۵ درجه و ۳۱ دقیقه تا ۴۸ درجه و ۱۶ دقیقه طول شرقی از نصف‌النهار گرینویچ قرار دارد که این پهنا ۱٫۷ درصد از پهنای کل کشور را شامل می‌شود و از نظر گستردگی جایگاه ۱۶ را در کشور دارا است. از شمال به استان‌های آذربایجان غربی و قسمتی از زنجان و از جنوب به استان کرمانشاه و از شرق به استان همدان و قسمتی دیگر از استان زنجان و از غرب به کشور عراق محدود است. این استان شامل ۲۳۰ کیلومتر مرز خاکی مشترک با کشور عراق است.
از لحاظ اقلیمی و طبیعی استان کردستان منطقه‌ای کوهستانی است که دشت‌های مرتفع و دره‌های پهن نیز در پهنه منطقه گسترده شده‌اند. اختلاف ارتفاع میان بلندترین و پست‌ترین نقاط استان به حدود ۲۴۰۰ متر می‌رسد. کوه بدر در قروه با ارتفاع ۳۳۱۰ متر بلندترین و منطقهٔ آلوت در بانه با ارتفاع حدود ۹۰۰ متر، کم ارتفاع‌ترین نقطهٔ استان است؛ که این اختلاف ارتفاع خود باعث به وجود آمدن اقلیم‌های متفاوت می‌گردد. کردستان با دریا فاصله‌اش زیاد است، اما از طریق دره‌های عمیق در هم تنیده، به آب‌های آزاد جهان در جنوب و دریاچه‌های شمالی نظیر دریای مازندران و دریاچهٔ ارومیه راه دارد. سرچشمهٔ بسیاری از رودخانه‌های بزرگ در کوه‌های کردستان واقع شده‌اند.

### تقسیمات کشوری کنونی

#### فهرست شهرستان‌ها
1. بانه
2. بیجار
3. دهگلان
4. دیواندره
5. سروآباد
6. سقز
7. سنندج
8. قروه
9. کامیاران
10. مریوان

#### جمعیت شهرستان‌ها
| ردیف | شهرستان  | مساحت شهرستان (کیلومتر مربع) | مرکز     | سال تأسیس | جمعیت مرکز شهرستان | جمعیت شهرنشین | جعیت سال ۹۰ | جعیت سال ۹۵ | رشد جمعیت |
| ---- | -------- | ---------------------------- | -------- | --------- | ------------------ | ------------- | ----------- | ----------- | --------- |
| ۱    | سنندج    | ۳۶۷۰                         | سنندج    | ۱۳۱۶      | ۴۱۲٬۷۶۷            | ۴۱۴٫۰۶۹       | ۴۵۰٬۱۶۷     | ۵۰۱٬۴۰۲     | −۱۰٫۲۲٪   |
| ۲    | سقز      | ۴۴۰۰                         | سقز      | ۱۳۲۵      | ۱۶۵٬۲۵۸            | ۱۶۸٫۳۵۹       | ۲۱۰٬۸۲۰     | ۲۲۶٬۴۵۱     | −۶٫۹۰٪    |
| ۳    | مریوان   | ۲۲۵۰                         | مریوان   | ۱۳۳۷      | ۱۳۶٬۶۵۴            | ۱۵۱٫۱۸۸       | ۱۶۸٬۷۷۴     | ۱۹۵٬۲۶۳     | −۱۳٫۵۷٪   |
| ۴    | بانه     | ۱۷۸۰                         | بانه     | ۱۳۳۷      | ۱۱۰٬۲۱۸            | ۱۱۵٫۳۲۵       | ۱۳۲٬۵۶۵     | ۱۵۸٬۶۹۰     | −۱۶٫۴۶٪   |
| ۵    | قروه     | ۲۹۰۰                         | قروه     | ۱۳۳۷      | ۱۱۵٬۲۳۸            | ۱۲۰٫۴۰۴       | ۱۳۶٬۹۶۱     | ۱۴۰٬۱۹۲     | −۲٫۳۰٪    |
| ۶    | کامیاران | ۲۰۲۰                         | کامیاران | ۱۳۷۳      | ۵۷٬۰۷۷             | ۶۰٫۴۴۷        | ۱۰۵٬۹۹۶     | ۱۰۲٬۸۵۶     | +۳٫۰۵٪    |
| ۷    | بیجار    | ۵۳۵۰                         | بیجار    | ۱۳۱۶      | ۵۰٬۰۱۴             | ۵۶٫۸۵۷        | ۹۳٬۷۱۴      | ۸۹٬۱۶۲      | +۵٫۱۱٪    |
| ۸    | دیواندره | ۴۲۰۰                         | دیواندره | ۱۳۷۳      | ۳۴٬۰۰۷             | ۳۶٫۰۹۸        | ۸۱٬۹۶۳      | ۸۰٬۰۴۰      | +۲٫۴۰٪    |
| ۹    | دهگلان   | ۱۸۸۰                         | دهگلان   | ۱۳۸۶      | ۲۵٬۹۹۲             | ۲۹٫۱۸۵        | ۶۲٬۸۴۴      | ۶۴٬۰۱۵      | −۱٫۸۳٪    |
| ۱۰   | سروآباد  | ۱۰۵۰                         | سروآباد  | ۱۳۸۱      | ۵٬۱۲۱              | ۸٫۲۹۷         | ۴۹٬۸۴۱      | ۴۴٬۹۴۰      | +۱۰٫۹۱٪   |

## سیاست

### ساختار سیاسی ادارهٔ استان
بالاترین مقام اداری در هر استان، استاندار است که از طرف وزیر کشور تعیین شده و باید از طرف هیئت دولت تأیید شود. درحال حاضر آرش زره‌تن لهونی استاندار کردستان است.
شورای اسلامی استان کردستان بالاترین نهاد تصمیم‌گیری در استان است. این شورا نخستین بار در سال ۱۳۷۲ تشکیل شد. این شورا مطابق با مادهٔ ۱۱ «قانون تشکیلات، وظایف و اختیارات و انتخاب شوراهای اسلامی کشور و انتخاب شهرداران»، از نمایندگان منتخب شوراهای شهرستان‌های تابعه تشکیل می‌شود، که در مرحلهٔ اول با اکثریت مطلق آراء و در صورت عدم کسب اکثریت آراء، در مرحله دوم با اکثریت نسبی از بین اعضای شورای شهرستان انتخاب و معرفی شده‌اند. از شورای اسلامی استان کردستان، ۲ نفر به‌عنوان نمایندهٔ استان برای عضویت در شورای عالی استان‌ها انتخاب می‌شوند. درحال حاضر و از آذر ۱۴۰۱ وحید رضایی و هیوا محمدی رئیس و نائب رئیس شورای اسلامی استان کردستان هستند و کیوان ویسیان و عارف محمدخانی نیز دو نمایندهٔ استان کردستان در شورای عالی استان‌ها می‌باشند.
استان کردستان همچنین در مجلس شورای اسلامی ۶ نماینده دارد که نمایندگان مردم ۵ حوزۀ انتخابیه این استان در قوۀ مقننۀ جمهوری اسلامی ایران به شمار می‌آیند. حوزۀ انتخابیۀ سنندج، دیواندره و کامیاران ۲ نماینده و حوزه‌های انتخابیۀ بیجار، سقز و بانه، قروه و دهگلان و مریوان و سروآباد هر کدام ۱ نماینده در مجلس شورای اسلامی دارند که در مجموع ۲/۰۶ درصد از کرسی‌های این مجلس را تشکیل می‌دهند. نمایندگان مجلس در هر دوره «مجمع نمایندگان استان کردستان در مجلس شورای اسلامی» را تشکیل می‌دهند و پس از پایان دورۀ نمایندگی خود نیز همچنان عضو «مجمع نمایندگان استان کردستان در ادوار مجلس شورای اسلامی» باقی می‌مانند.
علاوه‌براین پست‌های اداری، نمایندهٔ رهبر جمهوری اسلامی ایران در استان کردستان نیز با عنوان «نمایندهٔ ولی فقیه در استان کردستان» در تصمیم‌گیری‌ها نقش دارد. درحال حاضر و از ۱۲ شهریور ۱۳۹۹، نمایندگی ولی فقیه در استان کردستان را عبدالرضا پورذهبی برعهده دارد که مدیر مرکز بزرگ اسلامی غرب ایران نیز می‌باشد. انتخاب امامان جماعت مرکز استان و شهرستان‌های تابعه بر عهدهٔ نمایندهٔ ولی فقیه در استان است. استان کردستان در مجلس خبرگان رهبری نیز ۲ نماینده دارد که از میان روحانیون سنی انتخاب می‌شوند.

## تاریخ

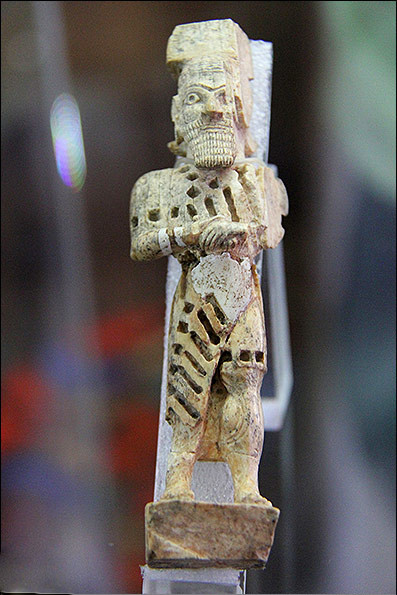
پیکره سرباز از مجموعه آثار به دست آمده در زیویه موجود در موزه ملی ایران

استان کردستان از دیرباز محل اسکان بشر و تمدن بوده است که مثال آن شهرهای قدیمی همانند سقز و قروه است. استان کردستان بخشی از سرزمینی است که در شرق سرزمین مادها که با نام‌های پارسوا یا پرسوا در کتیبه‌های آشوری و اورارتویی ثبت شده است و بر اساس آثار تاریخی بر جا مانده و گنجینه زیویه، قلعه و ارگ زیویه مرکز حکومت و پایتخت مادها بود. پارسوا (parsua) نام منطقه‌ای بود در شهرستان سنندج شامل ۲۷ ناحیه کم جمعیت و زیستگاه قدیم اقوام پارس به‌شمار می‌آمد. نخستین اشارهٔ تاریخی به پارسوا در حملهٔ شلمنسر سوم در کتیبه‌ای به سال ۸۳۷ پیش از میلاد است. در شمال به اورارتو، در غرب به آشور و در جنوب و جنوب غربی به ایلام و سومر منتهی می‌شد. در ابتدا قبایل آریایی در شرق و غرب دریاچه ارومیه اسکان یافتند. تعدادی از آنان در شرق دریاچه مقیم شدند و آن را «آمادای» نامیدند و قسمتی که در غرب دریاچه ارومیه بود، پارسوا (پارسوما) نامیده می‌شد. اولین گروه دولت مادها را بنیان نهاد و دومین گروه سلطنت قدرتمند هخامنشیان را به وجود آورد. با توجه به متن نوشته داریوش در تخت جمشید و بیستون، دولت شاهنشاهی مادها در ناحیه هخامنشی در ۵۵۰ قبل از میلاد واقع شده و سرزمین مادها یکی از ایالات دولت هخامنشی شد.

### موقعیت پارسوا از نگاه مورخان
پارسوا جنوبی‌تر از زاب کوچک و در دیاله علیا قرار داشت و از یک‌سو با نواحی مختلف نامار و توپ لیاش در دیالهٔ وسطی و سفلی و از دیگر سو با ماننا و نواحی مختلف متمایل به ماننا و بالاخره با نواحی مختلفهٔ ماد هم‌مرز بود. همچنین از کتیبه‌های اورارتویی مشهود است که پارسوا میان ماننا و سرزمین بابلی نامار قرار داشت. از مجموع مراتب فوق چنین نتیجه گرفته می‌شود که پارسوا را باید در حدود کردستان و شهرستان سنندج کنونی جستجو کرد. دیاکونف در اثر خود به‌نام تاریخ ماد می‌نویسد: بخش علیای رود دیاله و شاخه‌ها و شعب آن در مثلث شهرهای کنونی سلیمانیه، سر پل ذهاب و سنندج از اواسط سده نهم پیش از میلاد پارسوا نامیده می‌شده است.
از زمان سلطنت هخامنشیان، در نواحی پارس‌ها و ساسانی‌ها، ایالت مادها به عنوان یکی از ایالات ایران باستان به نام «ماه» شناخته می‌شد. این ایالت شامل دو بخش «ماه پایین» یا رازی ماه و «ماه بالا» یا نهاوند ماه بود. در دوران قبل از اسلام سرزمین مادها، «مای» یا «ماه» نامیده می‌شد. ناحیه استان کردستان (اردلان)در دوره صفویان شامل ۹ شهر عمده بود: سنه، سقز سلطانی اردلان، گروس، الکا، زرین کمر، طغامین، خورخوره، پاوه و هورامان اورامان، الکای بانه، قالازالام و پالانگان. دولتمردان مستقل برای قبایل بزرگ منصوب می‌شدند.

### دوران معاصر
بنا به پیش‌نویس شماره ۱۲۷۵ در ۹ آذر ۱۳۱۶، ایران به شش بخش تقسیم شده بود. استان غربی شامل شهرهای کردستان، کرمانشاه، گروس، باوندپور (کلهر)، پشتکوه، همدان، ملایر، خرمشهر، آبادان، خوزستان و کهگیلویه بود. در سال ۱۳۳۵ با توجه به فرمان شورای وزرا، کردستان از استان پنجم جدا شد و استان کردستان را تشکیل داد. شهرهای استان، سنندج، بیجار، سقز و قروه بودند.
بر اساس مصوبهٔ ۴۰۰۴/۴۵۶۲۹/ل هیئت وزیران که در تقسیمات کشوری سال ۱۳۳۷ خورشیدی صورت گرفت شهر قروه از استان همدان منتزع شد و به استان کردستان ملحق گردید.
استان کردستان در انقلاب ۱۳۵۷ نقش به‌سزایی داشت و پس از به قدرت رسیدن جمهوری اسلامی نیز محل درگیری میان نیروهای کرد و حکومت جدید بود. در طول جنگ ایران و عراق نیز استان کردستان بارها توسط نیروهای نظامی عراق بمباران شد و نزدیک به ۴۵۰۰ نفر از اهالی این استان توسط ارتش عراق کشته‌شدند.

## طبیعت و محیط زیست

### اقلیم
اقلیم کردستان متأثر از توده‌های هوای گرم و مرطوب مدیترانه‌ای است که این توده‌ها موجب بارندگی‌هایی در بهار و ریزش برف در زمستان‌ها شده است. این توده‌های هوایی از اقیانوس اطلس و دریای مدیترانه با برخورد به ارتفاعات زاگرس بخش قابل توجهی از رطوبت را به صورت بارش‌های پراکنده برف و باران در این منطقه نشان می‌دهند.
تعداد روزهای یخبندان ۱۰۹ روز و میزان بارندگی سالانه در شرایط عادی اقلیمی معادل ۵۰۰ میلی‌متر است. سقز یکی از سردترین شهرهای ایران دارای بیشترین روزهای یخبندان در سال بوده و بیشترین میزان بارندگی در استان، مربوط به شهرهای مریوان و بانه با حدود ۸۰۰ میلی‌متر در سال و کمترین میزان بارندگی در ناحیه شرق حدود ۴۰۰ میلی‌متر و در قسمت مرکزی استان یعنی سنندج نزدیک به ۵۰۰ میلی‌متر در سال است. نفوذ توده‌های مرطوب زمستانی و بهاری در مریوان و دریاچهٔ زریبار تأثیر فراوانی در مرطوب و معتدل شدن هوای این ناحیه دارد. میزان رطوبت و بارش مناسب باعث ایجاد جنگل‌های انبوه بلوط و گونه‌های مختلف درختان جنگلی شده است.
درغرب استان میزان بارش‌ها بیشتر از سایر نقاط است. فصل تابستان کمترین بارش‌ها را دارد.
هوای استان در تابستان گرم و زمستان آن سرد است. کردستان به‌دلیل آب‌وهوای منحصر به فردش پتانسیل بالایی برای جذب گردشگر دارد.

### زمین‌شناسی
شرق استان در اواخر دوران سوم و به‌خصوص از اواسط میوسن به علت فوران‌های آتشفشانی و شدت حرکات چین‌خوردگی در حواشی، به شکل حوضه رسوبی نسبتاً مستقلی درآمده که آبهای ارتفاعات اطراف به‌ویژه سرزمین‌های مرتفع و شیستی غربی به آن می‌ریخته است. در پلیوسن این حوضه همانند حوضه‌های مشابه داخلی فلات ایران در اثر انعکاس حرکات کوه‌زا یا زمین‌زا ارتفاع یافته و از آب خارج شده است؛ بنابراین اولین شبکه آبهای جاری که در گذشته به این حوضه می‌ریخته، بلافاصله بعد از خروج رسوبات از آب، در منطقه شروع به فعالیت نموده و با توجه به شیب ظاهری رسوبات از غرب به شرق در شاخهٔ واحدی جریان یافته است که امروز ما آن را به نام قزل‌اوزن می‌شناسیم.

### کوه‌ها و قله‌ها

کوه اوالان

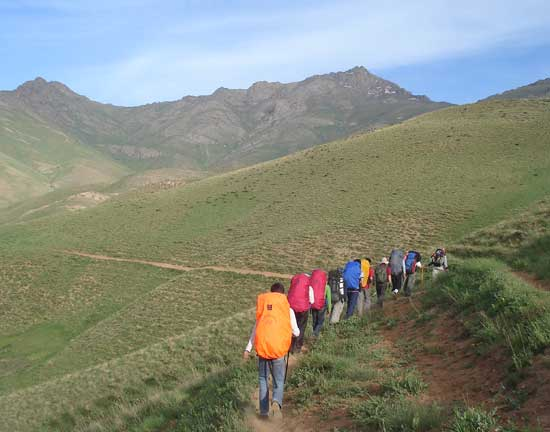
کوه چهل‌چشمه

در استان کردستان ارتفاعات، دامنه‌ها و رشته‌کوه‌های متعددی وجود دارند. رشته‌کوه‌های غرب کشور به صورت رشته‌هایی موازی، تمامی پهنهٔ استان را دربر گرفته‌اند و محدودهٔ طبیعی آن را تشکیل می‌دهند. در این کوهستان‌ها یخچال‌ها و قله‌های مرتفع، چشمه‌سارهای فراوان وجود دارد. دامنه‌های مناطق کوهستانی، به‌ویژه مناطق نزدیک شهرها (آبیدر، کوه آربابا، شاهو) در جنوب استان دارای پوشش وسیع جنگلی و مرتعی هستند.
مهم‌ترین کوه‌های استان کردستان که بیش از ۲۸۰۰ متر ارتفاع دارند عبارت‌اند از: کوه کوچسار، کوه نکروز در غرب سقز نزدیک روستای میرده، کوه شیخ معروف، کوه پنجه‌علی (ارتفاع ۲۹۴۰ متر کوه هفت سوار جنوب شرقی دهگلان و جنوب غربی قروه در کنار روستای کنگره ۳۵ کیلومتری قروه) کوه کانی‌چرمه، کوه حلقه‌مسیر، کوه سناسره، کوه میانه، کوه مسجد میرزا، کوه ملاکاوو، کوه حسین‌بک، کوه پیازه، کوه تخت، کوه هوعالی‌داغ، هواره برزه، کوه چرخلان، کوه سراج‌الدین، و رشته‌کوه چهل‌چشمه در نزدیکی روستای اسحاق‌آباد و کانعمت سقز. بلندترین قله در استان کردستان قلهٔ بدر است که در بخش چهاردولی شهرستان قروه قرار دارد ۳۳۱۰ متر ارتفاع دارد.
کوه عوالان نشور با ارتفاع ۲۹۷۰ متر چشمه‌های پرآبی دارد. ارتفاعات ته‌ته در منطقهٔ هورامان در غرب استان نیز یکی از مرتفع‌ترین گردنه‌های استان کردستان و راه مواصلاتی به استان کرمانشاه است که هر سال نزدیک به ۱۵۰ روز به علت برف و ارتفاع زیاد مسدود می‌شود. ارتفاعات غرب استان به عنوان خط مرزی دو کشور ایران و کشور عراق در نظر گرفته شده است.

### مناطق دیدنی و گردشگری

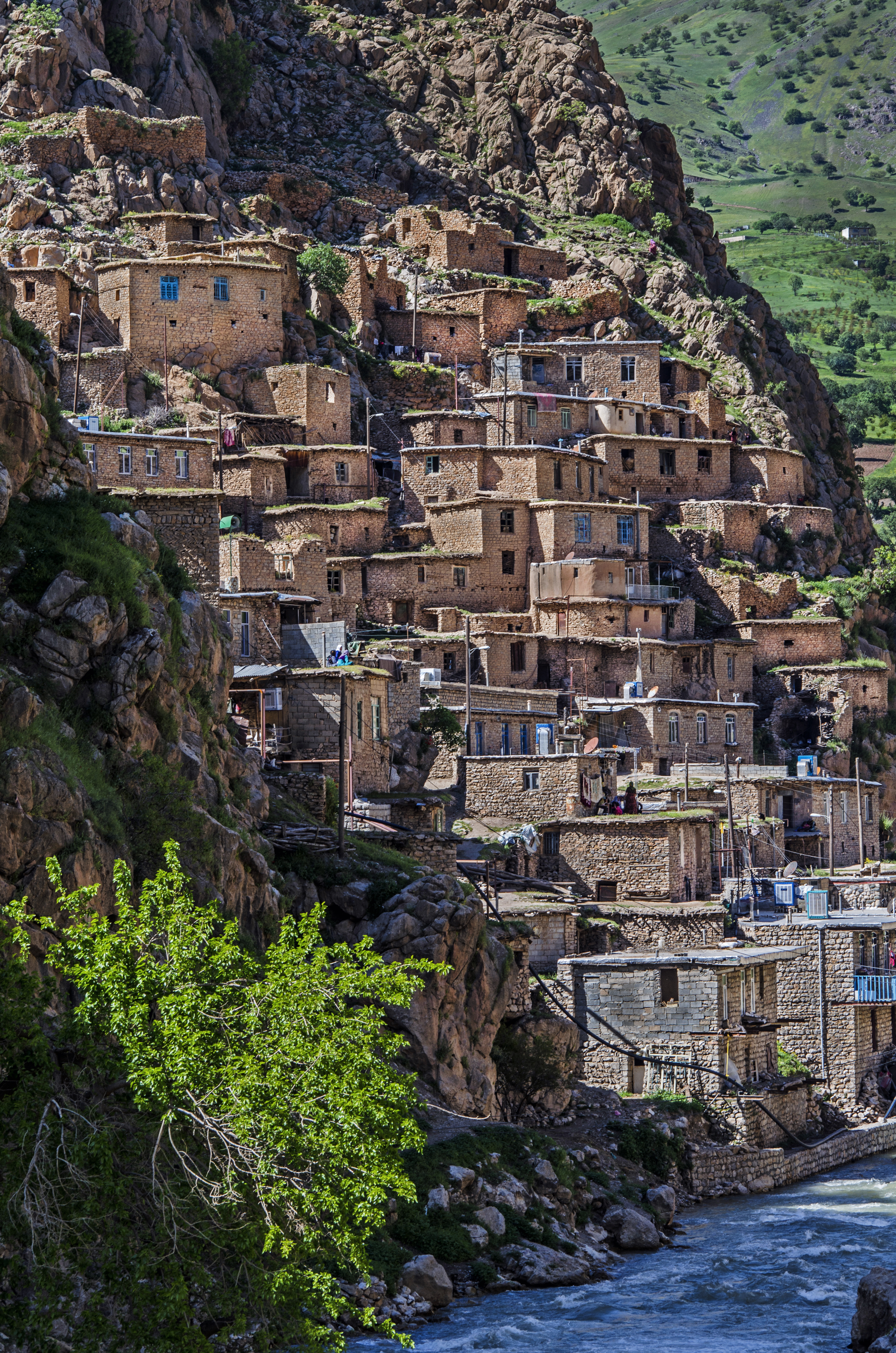
روستای پالنگان در شهرستان کامیاران

### جاذبه‌های طبیعی

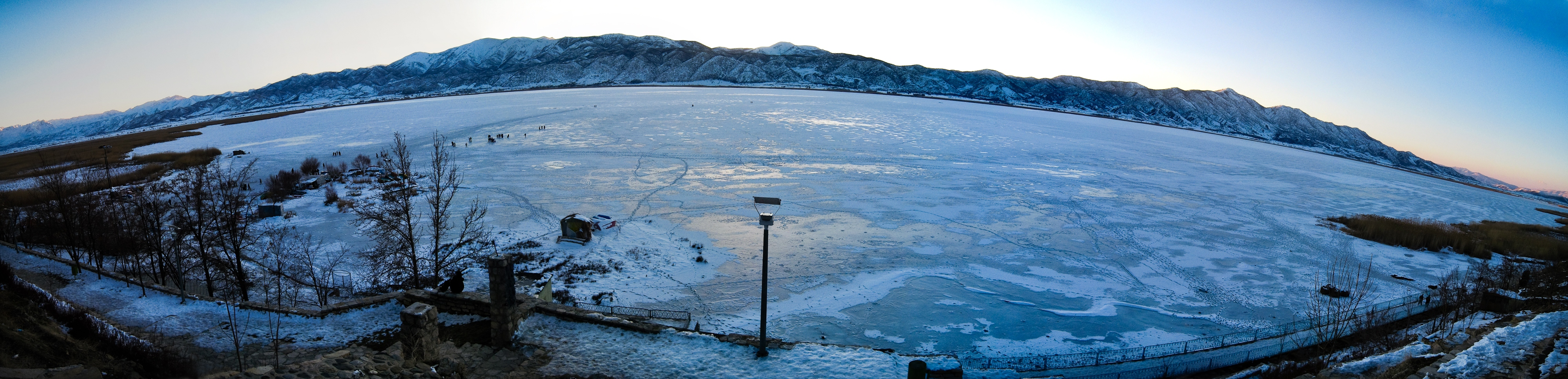
دریاچه زریبار در حالت منجمد

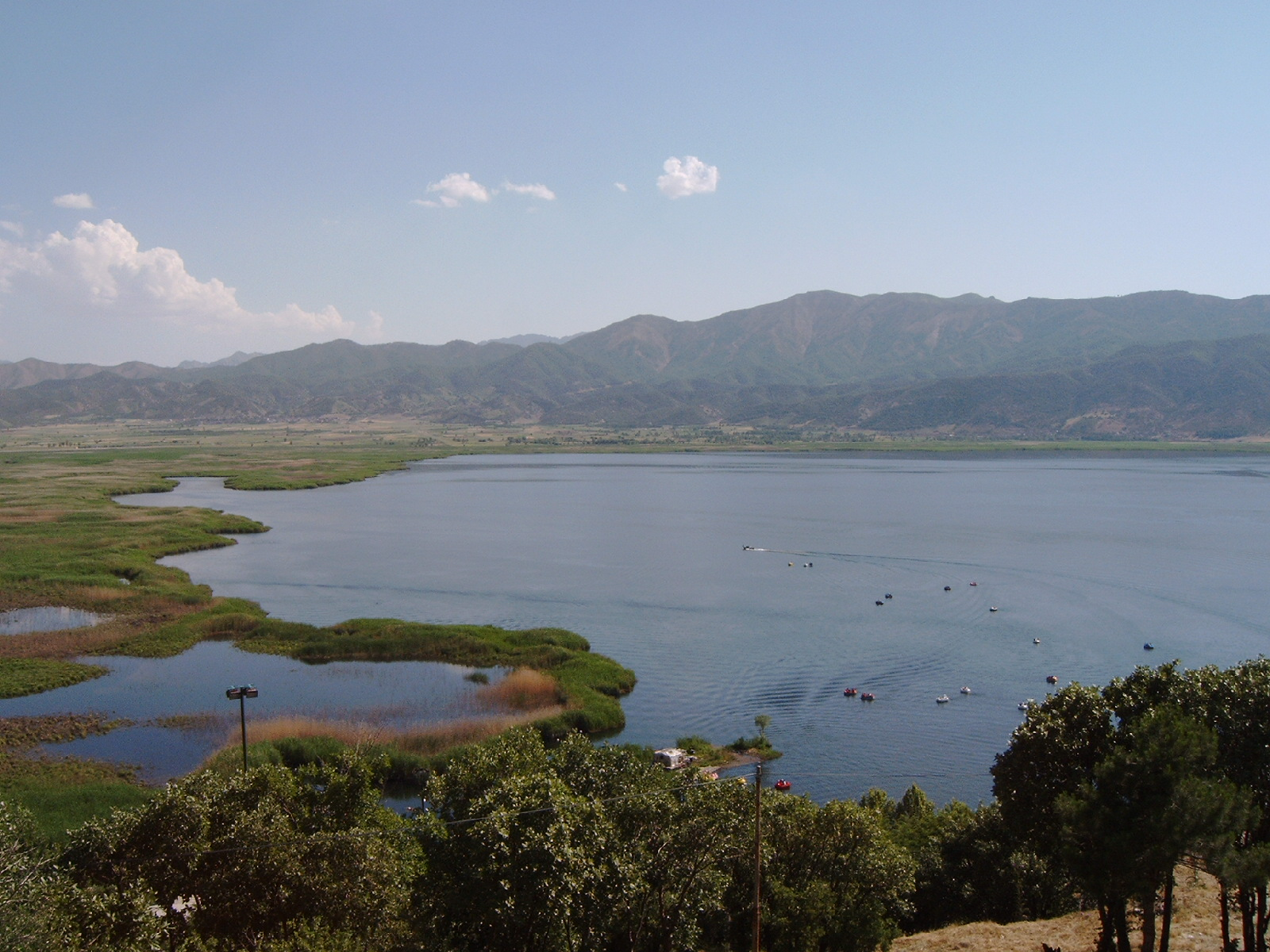
دریاچه زریبار در مریوان
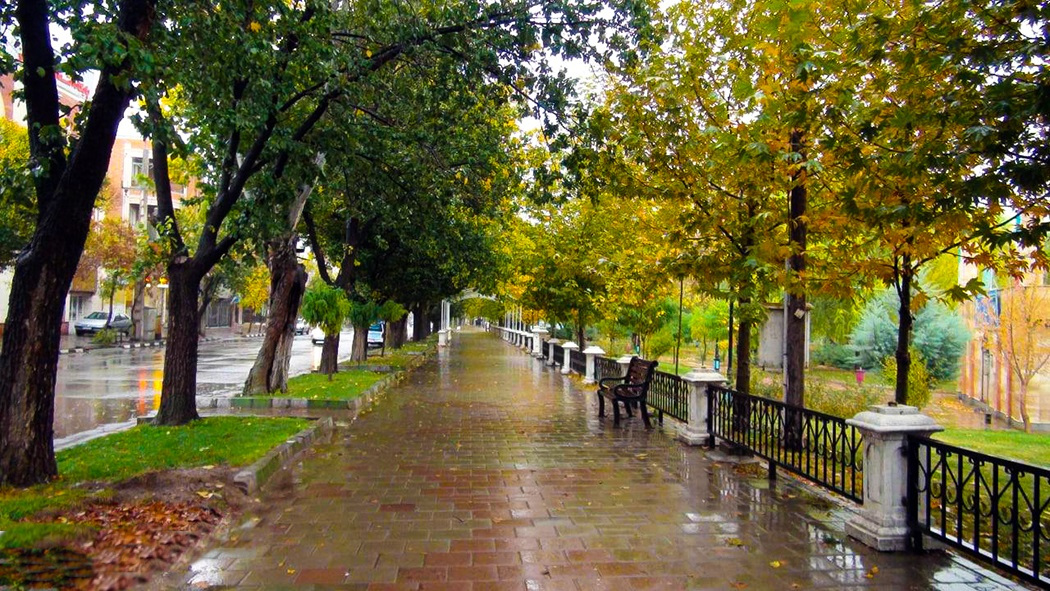
پارک مولوی کرد سقز
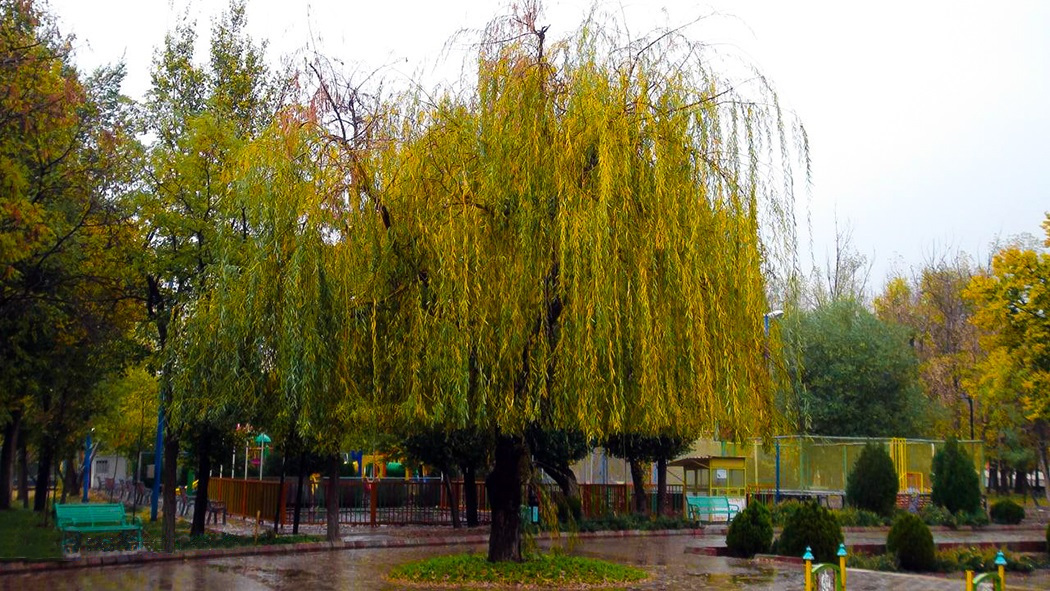
پارک شهر سقز

### قومیت

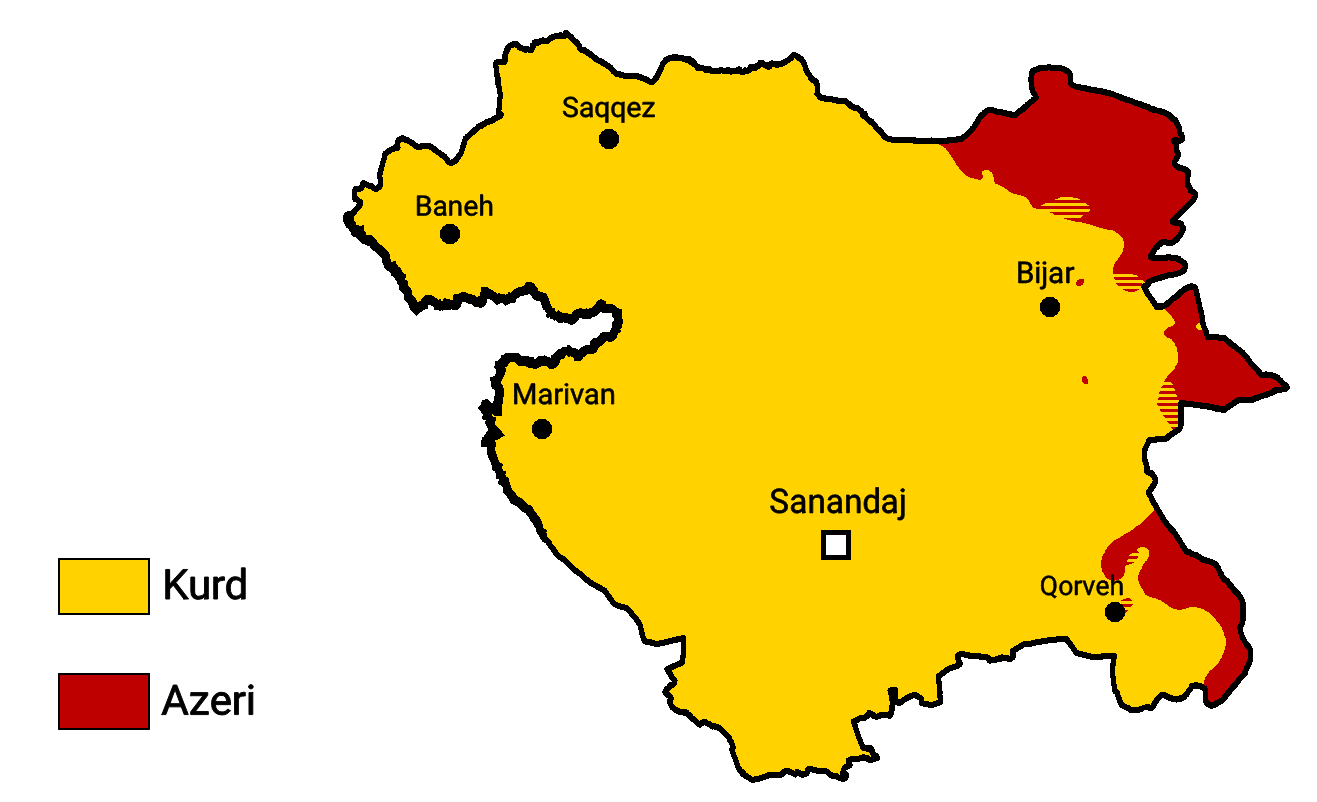
توزیع جمعیتی کردها و اقلیت آذری‌ در استان کردستان

### سینما

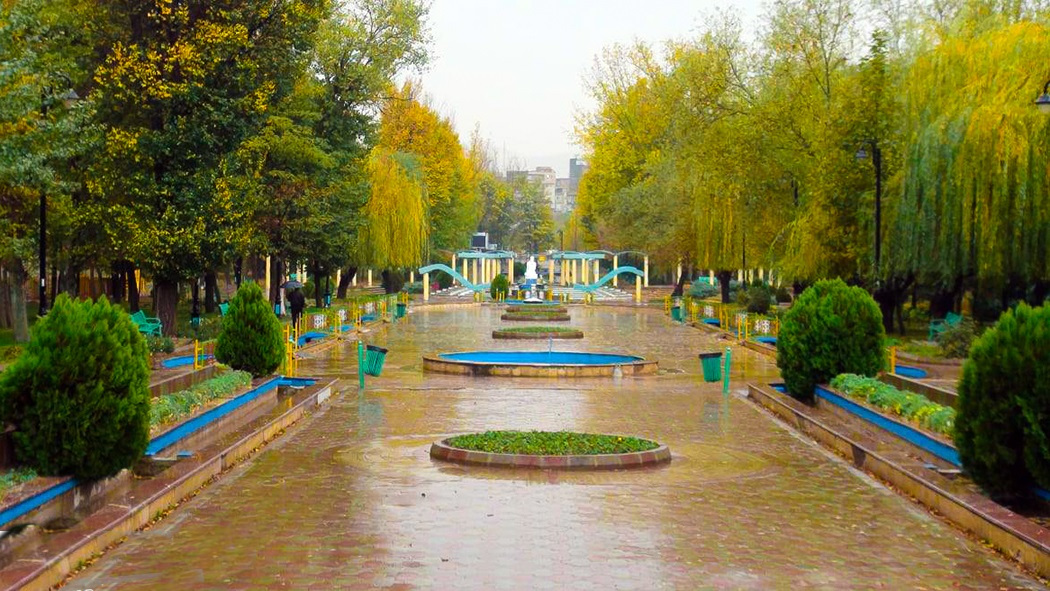
پارک مولوی کرد سقز
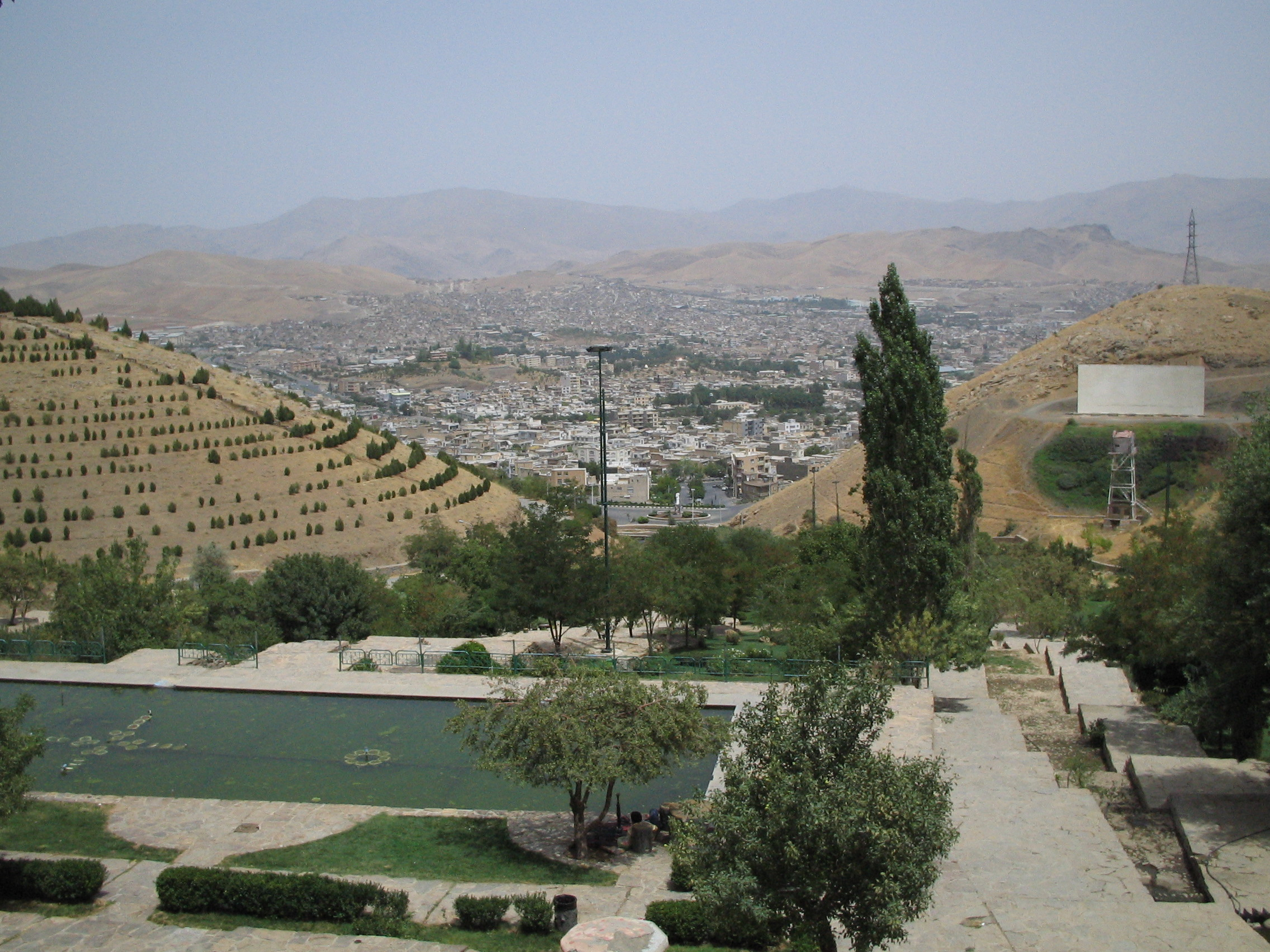
سینمای روباز پارک امیریه سنندج
پارک امیریه
باغ امانیه
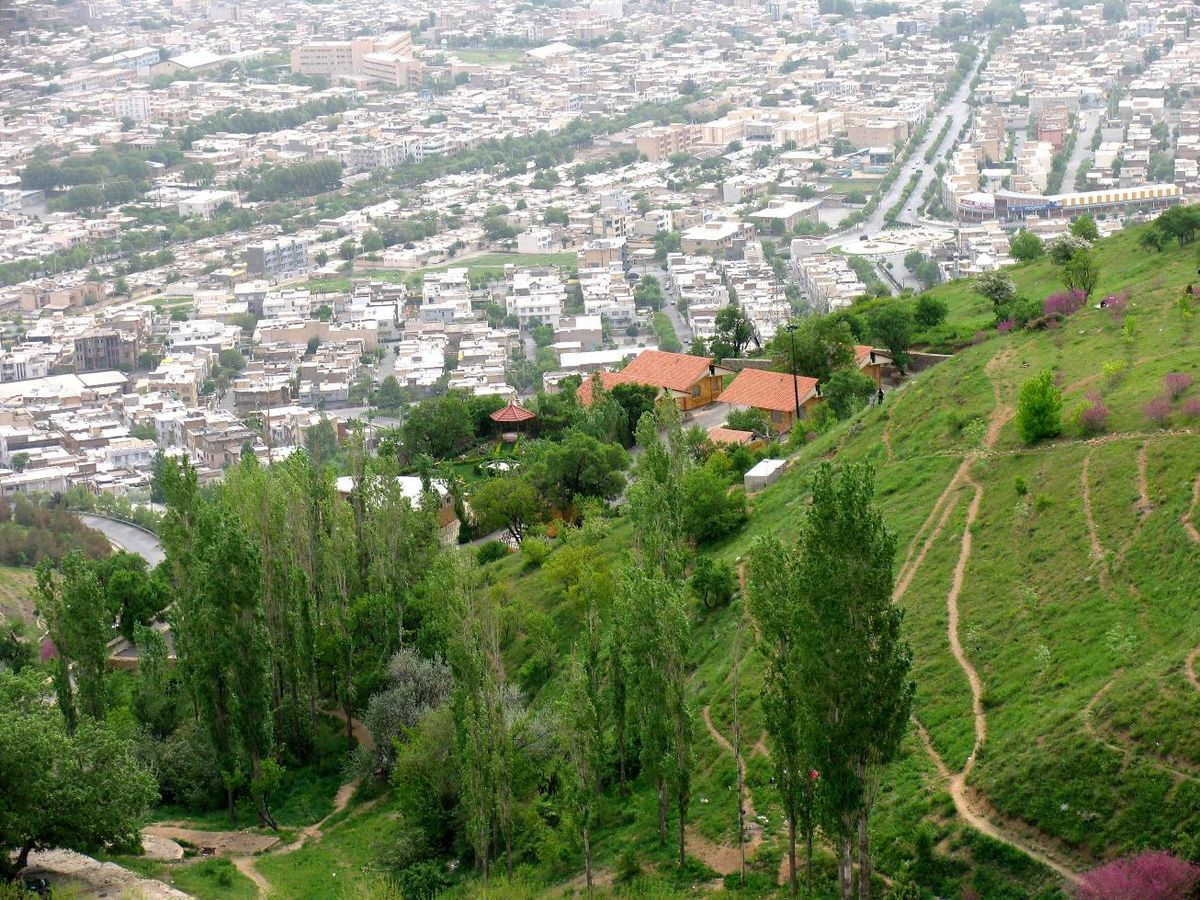
پارک جنگلی آبیدر
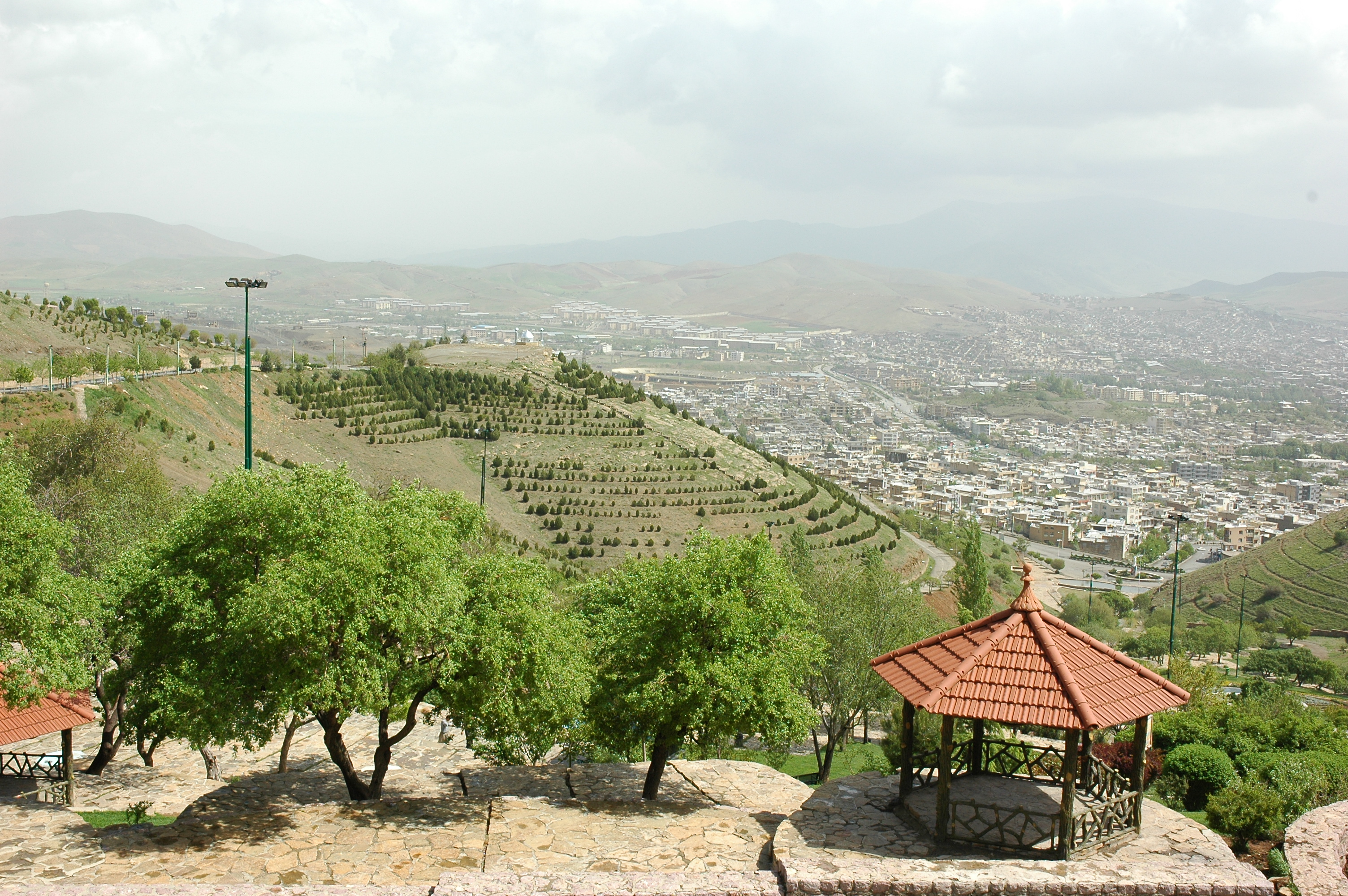
باغ امیریه

### آئین‌ها و مراسم

مراسم پیرشالیار
دف زدن و ذکر کردن درویشان

### پیست اسکی وزنه

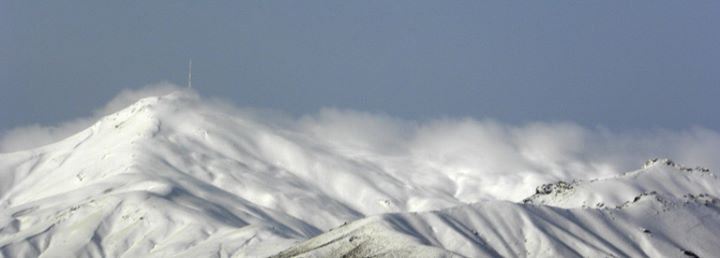
کوه وزنه در غرب سقز

### آموزش عالی

تصاویری از دانشکده‌های دانشگاه کردستان و دانشگاه آزاد اسلامی واحد سنندج
لوگوی دانشگاه کردستان
لوگوی دانشگاه علوم پزشکی کردستان
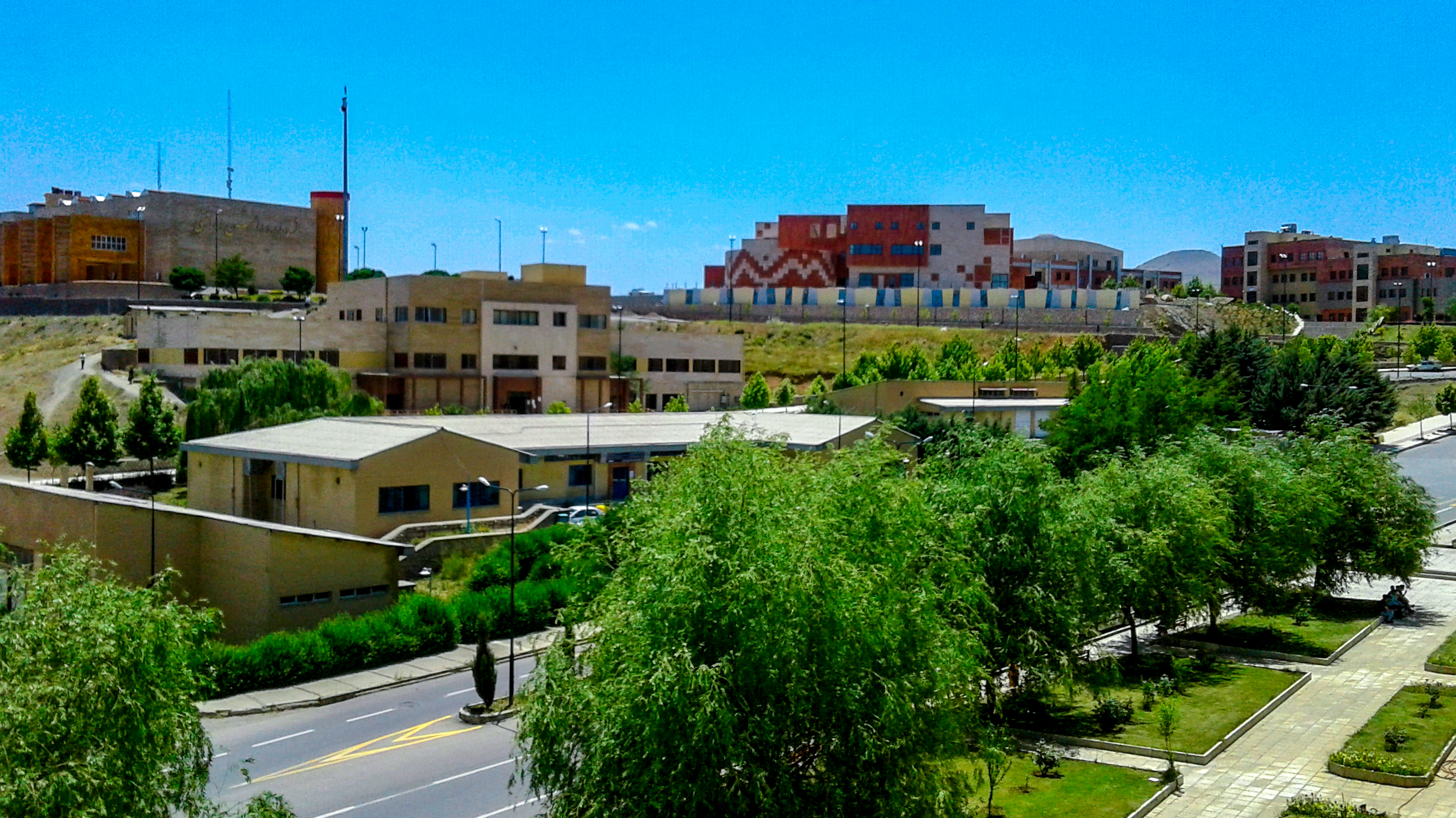
نمایی از دانشکده مهندسی، کتابخانه و اداره آموزش دانشگاه کردستان
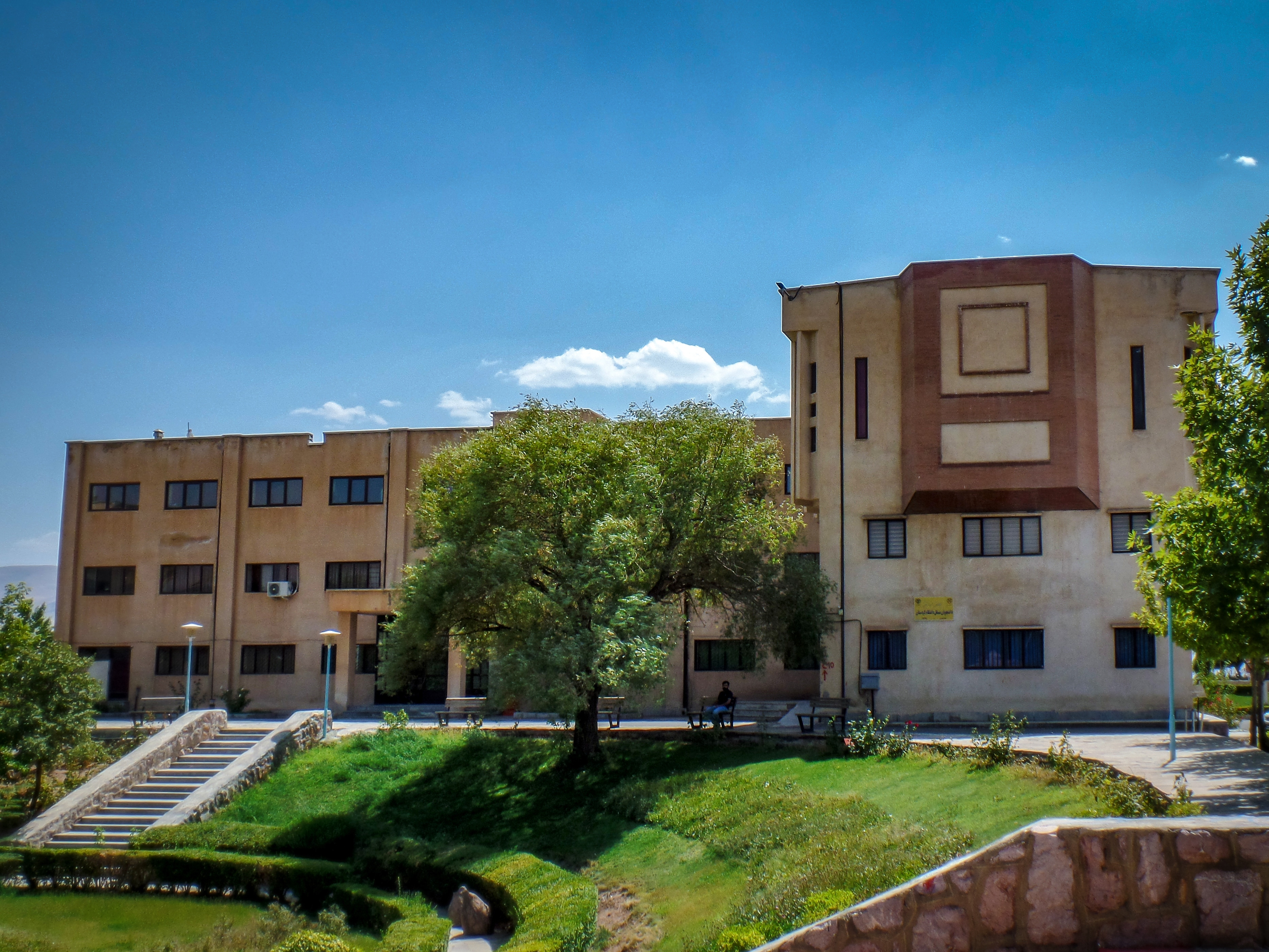
نمایی از دانشکده زبان و ادبیات دانشگاه کردستان
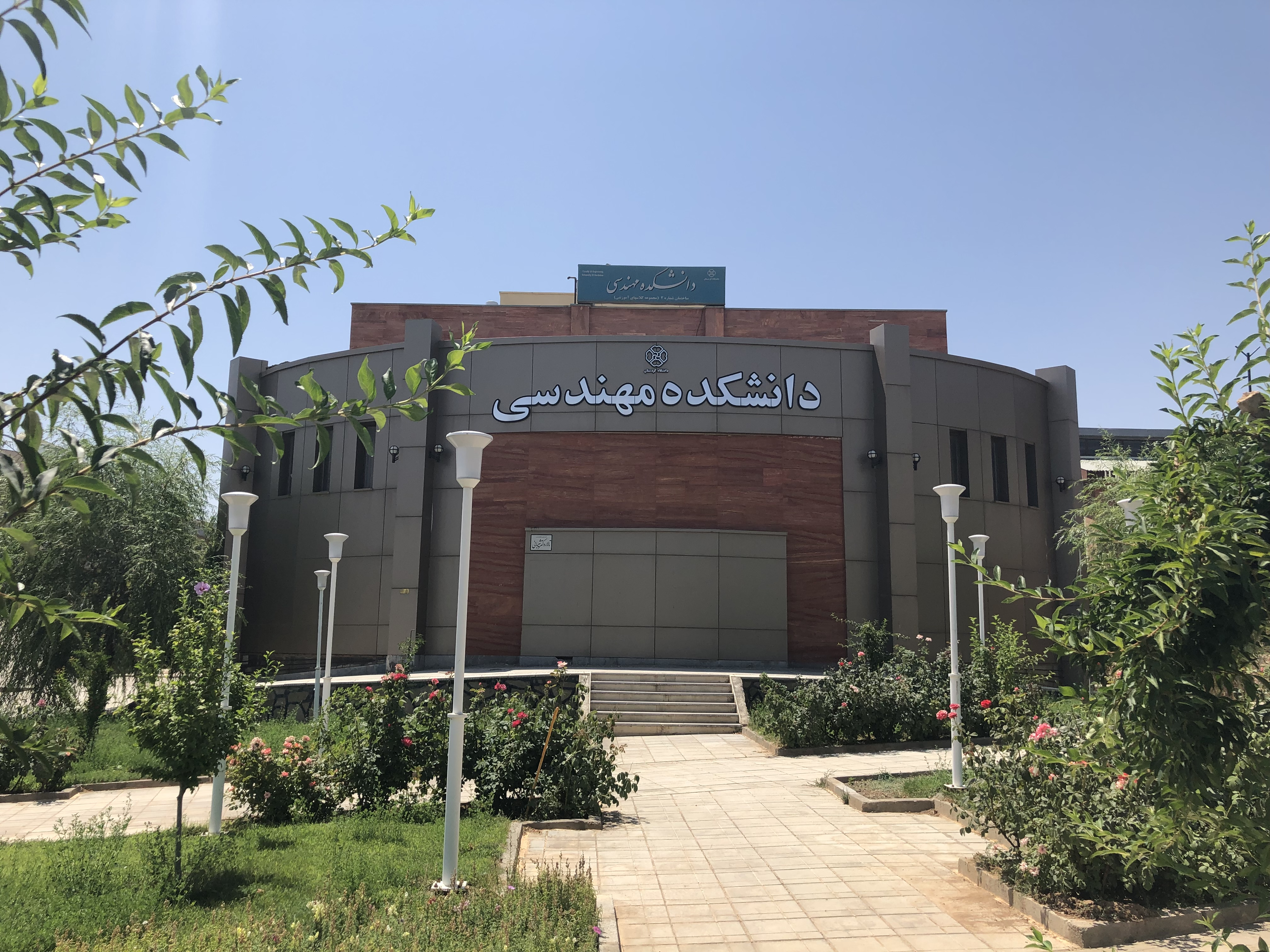
دانشکده مهندسی دانشگاه کردستان
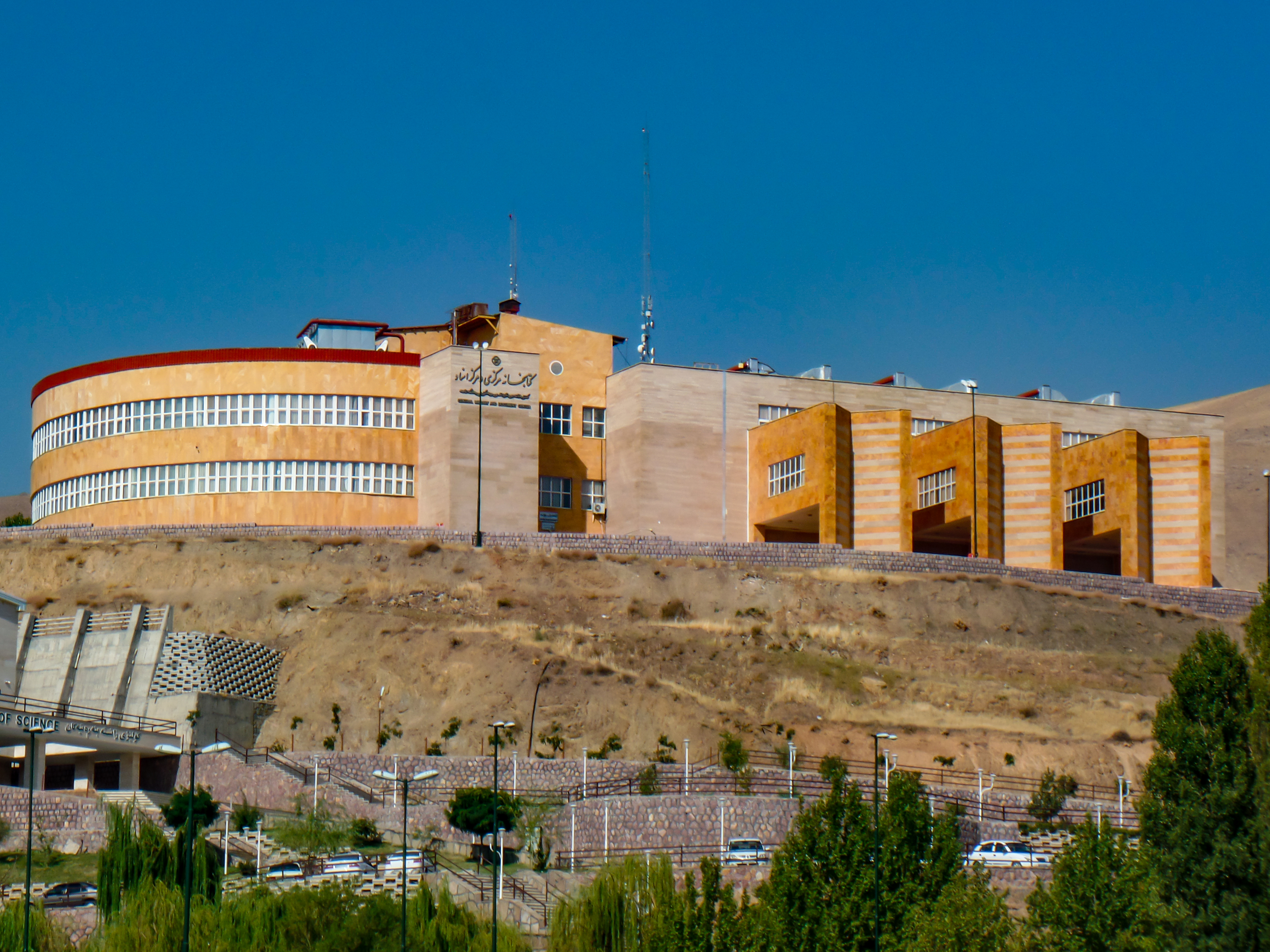
کتابخانه مرکزی دانشگاه کردستان
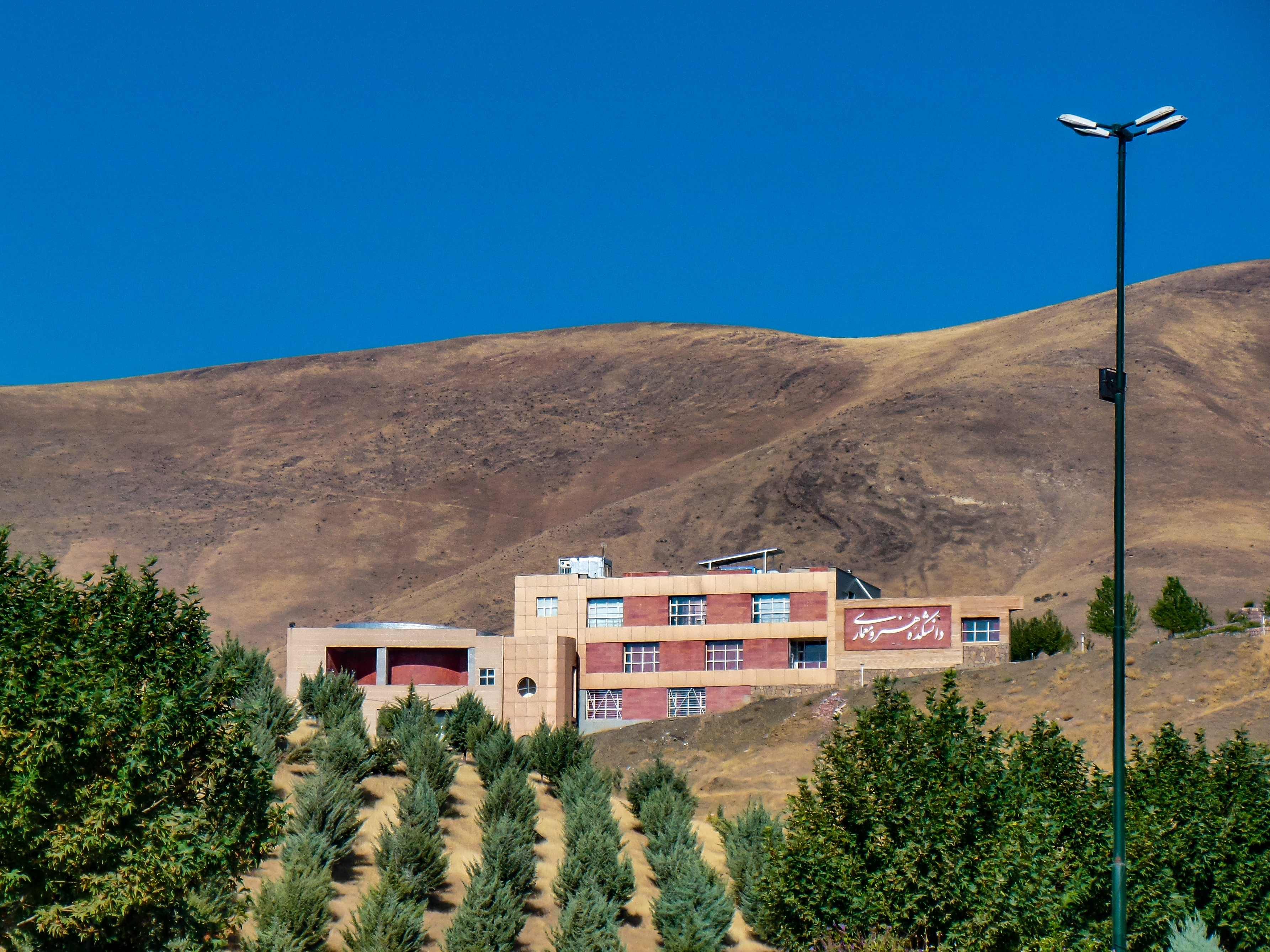
دورنمای دانشکده هنر و معماری دانشگاه کردستان
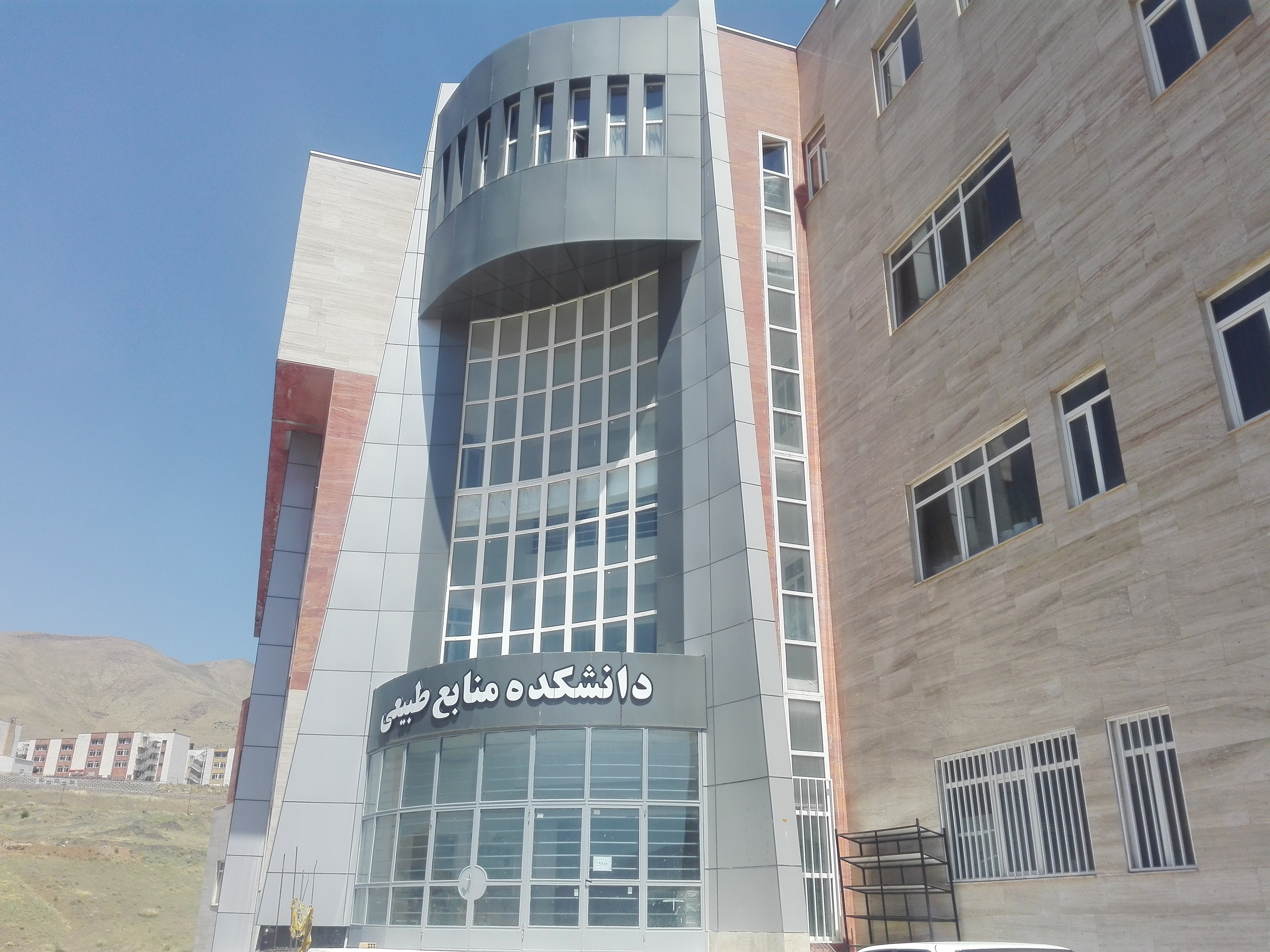
دانشکده منابع طبیعی دانشگاه کردستان
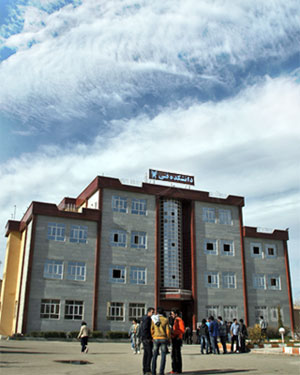
دانشکده فنی دانشگاه آزاد اسلامی واحد سنندج
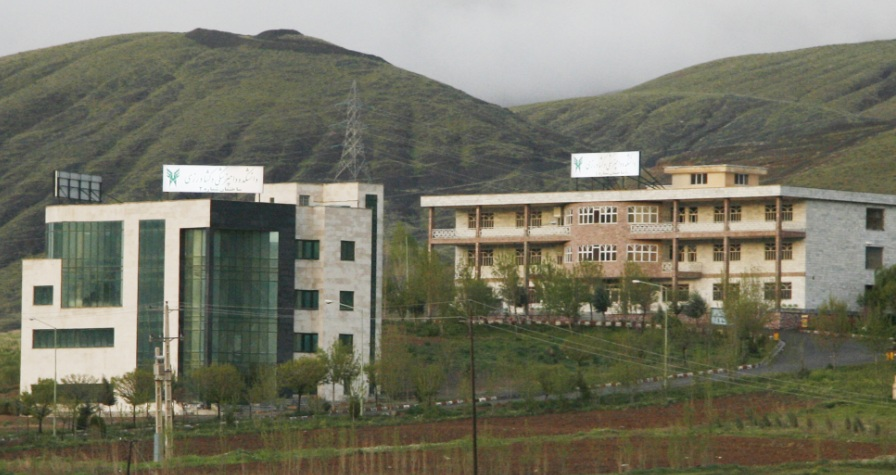
نمایی از دانشکده‌های دامپزشکی و کشاورزی دانشگاه آزاد اسلامی واحد سنندج

### اماکن باستانی و تاریخی استان کردستان

تپه باستانی زیویه در سقز
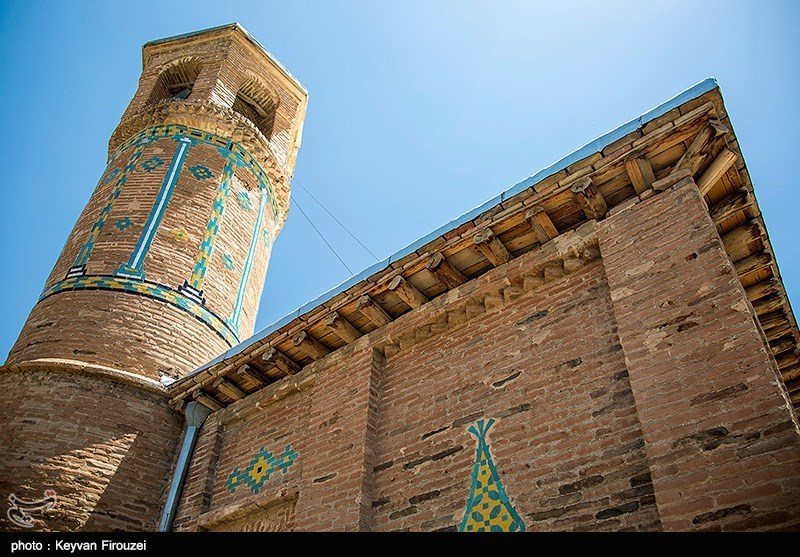
مسجد دومناره
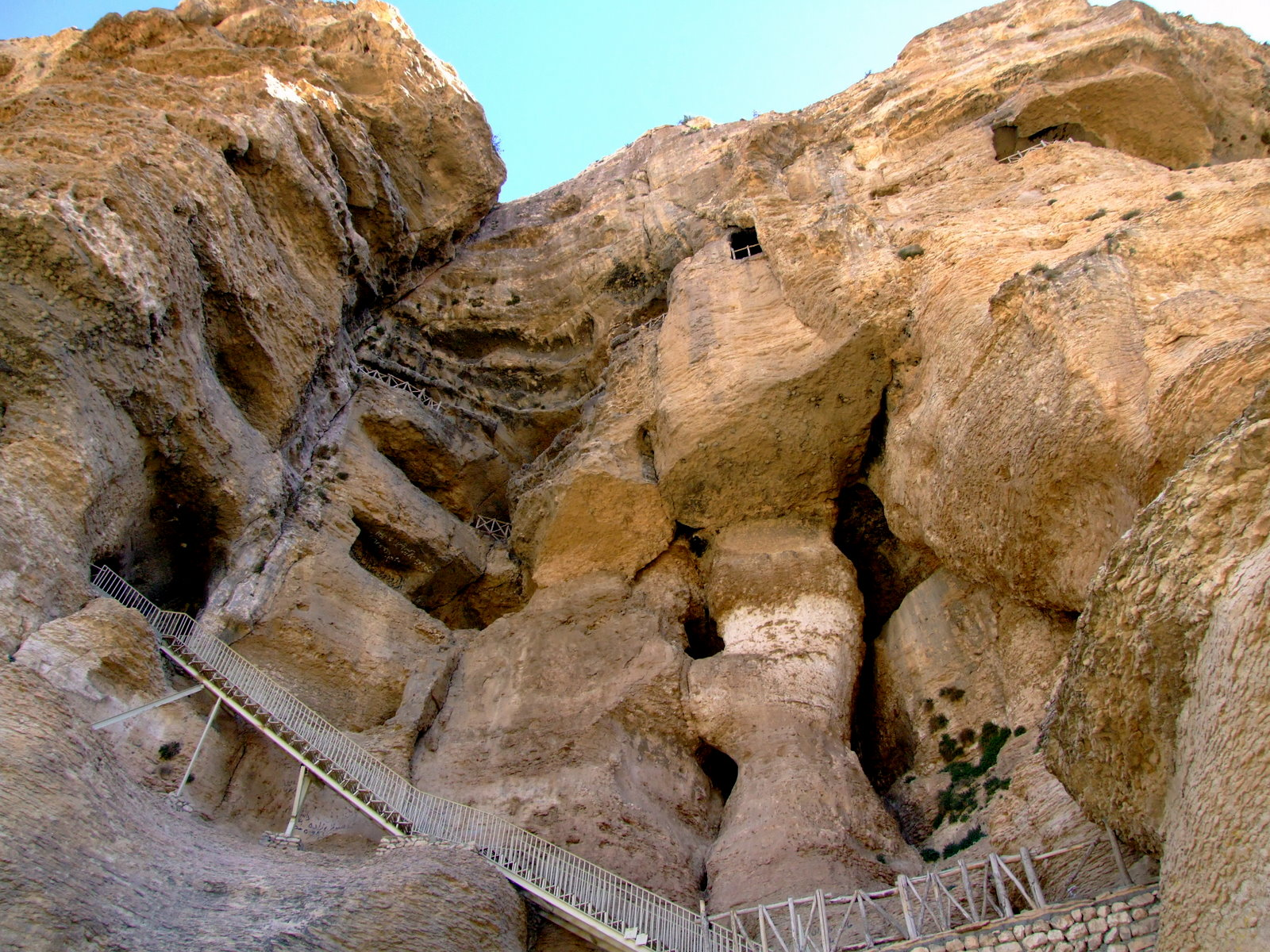
غار کرفتو در دیواندره
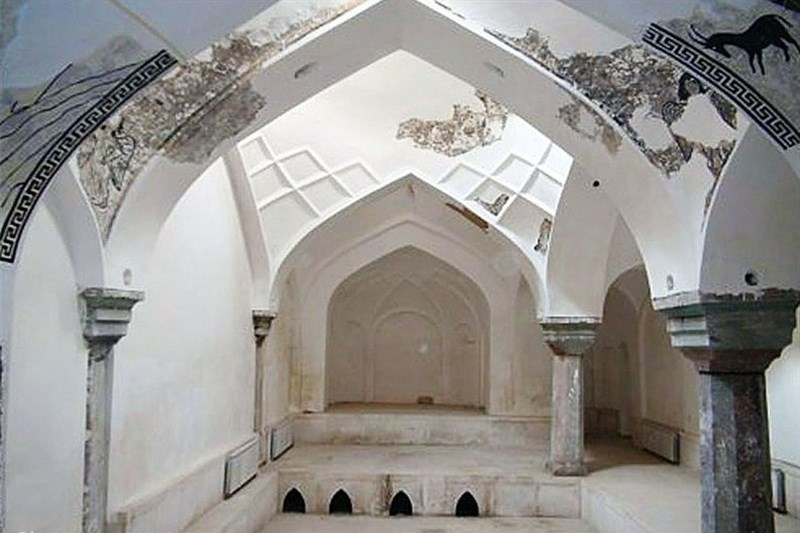
حمام حاج صالح
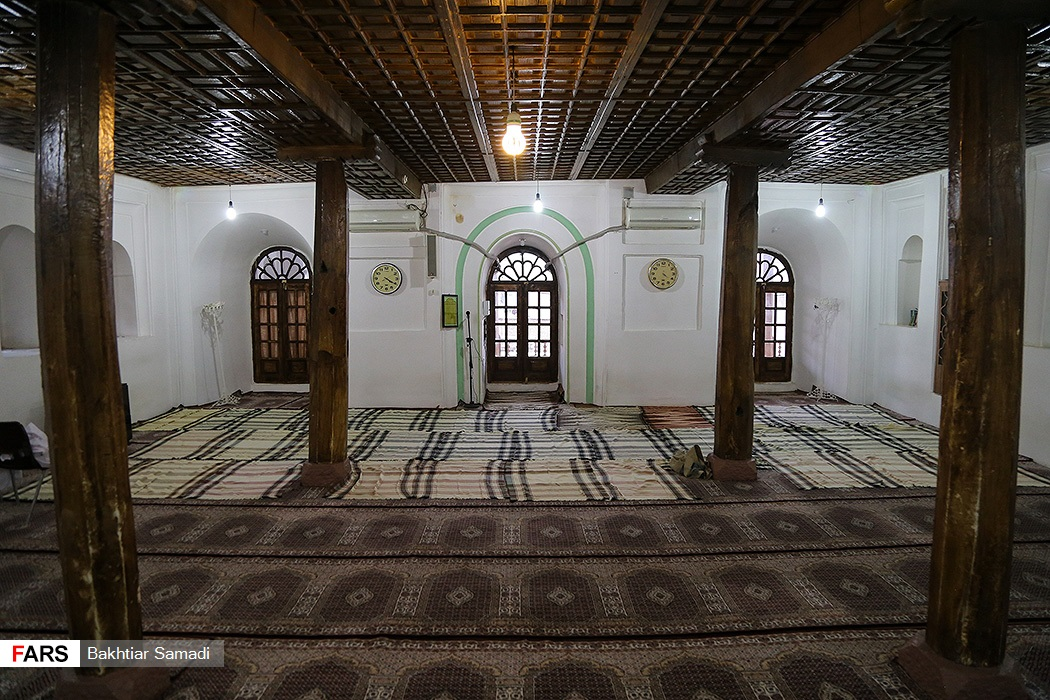
مسجد دو منار سقز
پل قشلاق سنندج
عمارت خسروآباد در دورهٔ قاجار
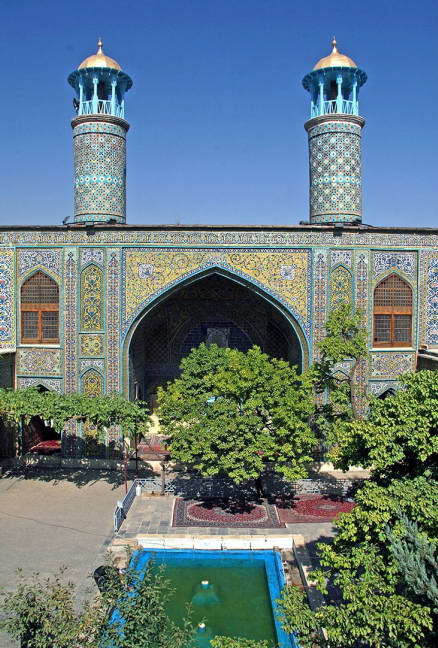
مسجد دارالاحسان
درِ ورودی عمارت سالار سعید (موزه سنندج)
عمارت آصف وزیری (خانه کرد)
عمارت آصف وزیری (خانه کرد)
شیء تاریخی در موزهٔ سنندج
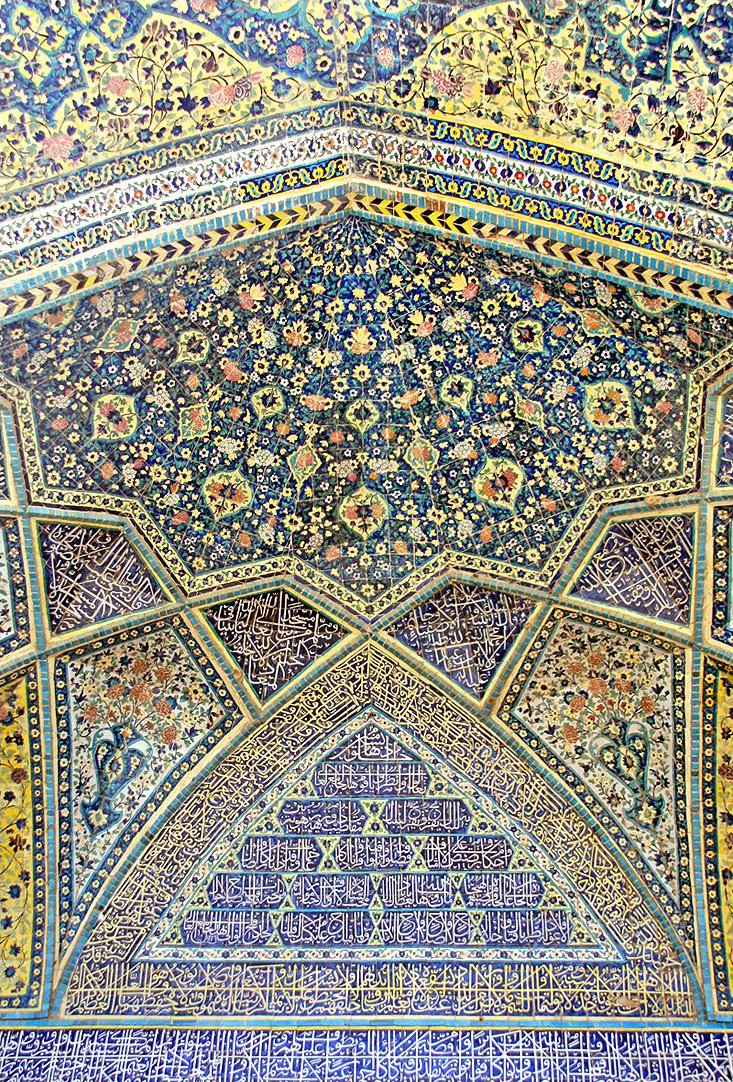
کاشیکاری مسجد دارالاحسان
موزهٔ سنندج
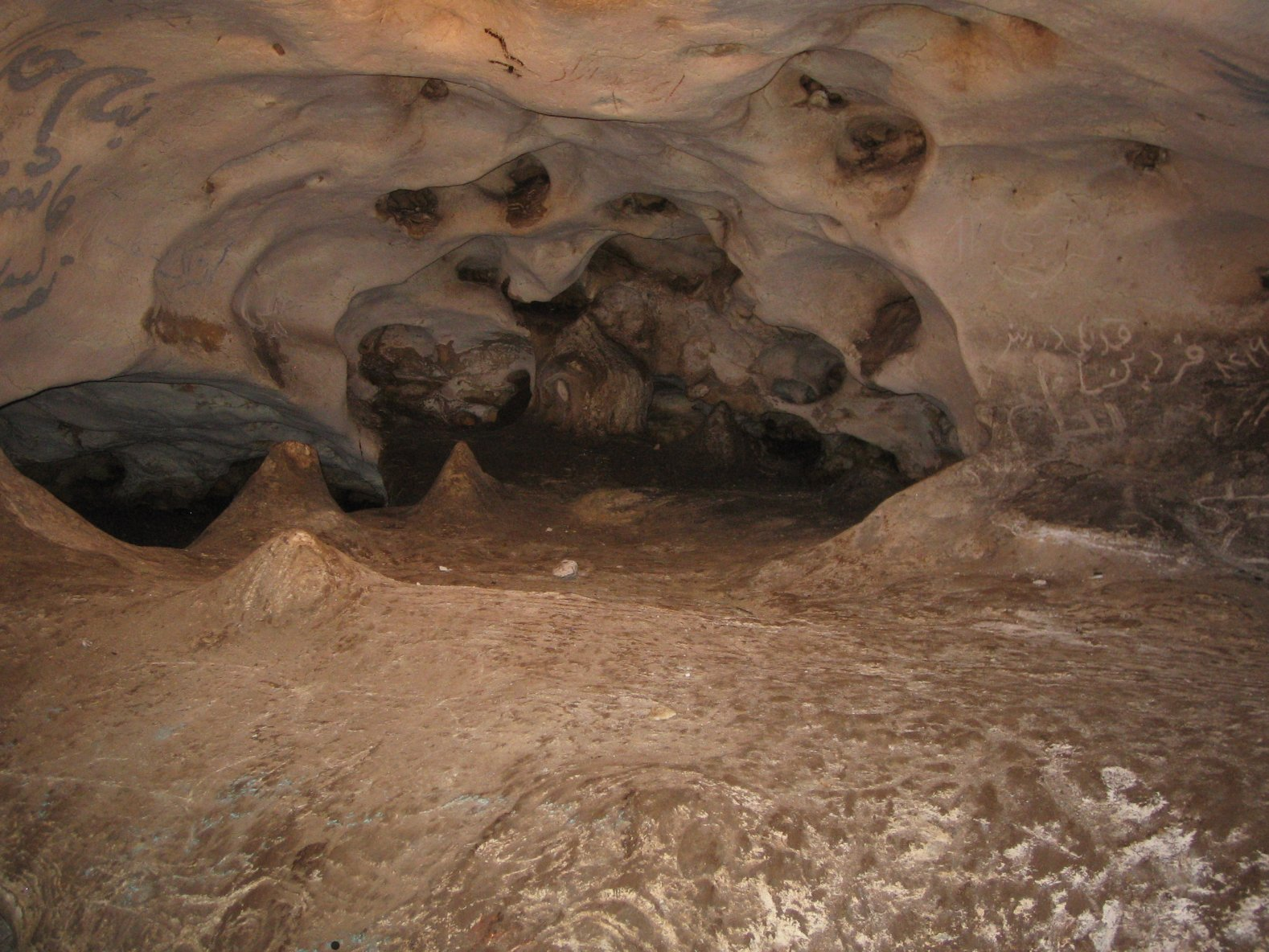
غار کرفتو دیواندره
خانه کرد (موزهٔ مردم‌شناسی)
سردیس میرزا محمدرضا کلهر در عمارت آصف وزیری
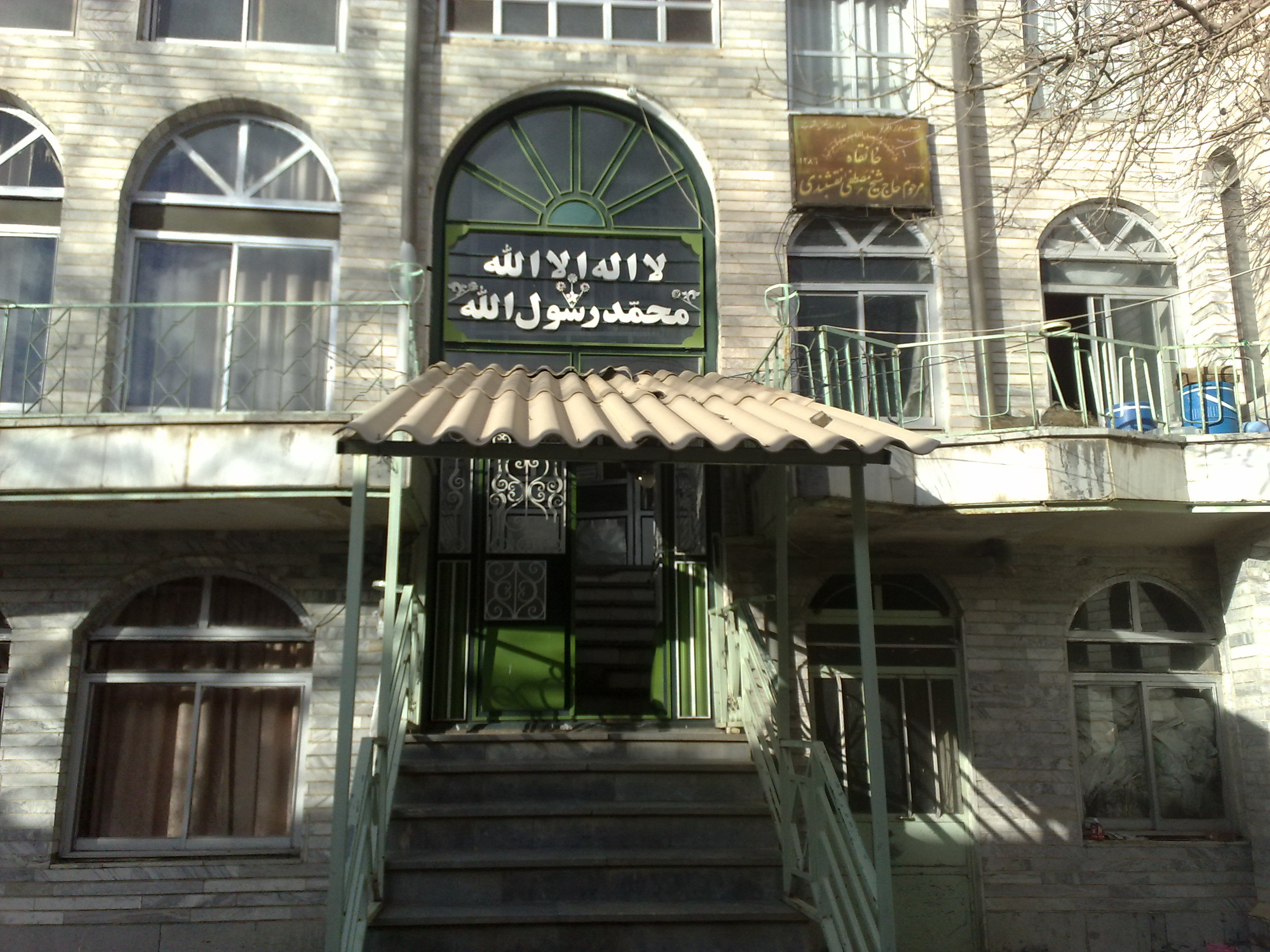
خانقاه نقشبندی در مسجد خانقاه سقز

### رودخانه‌ها و منابع آب استان کردستان

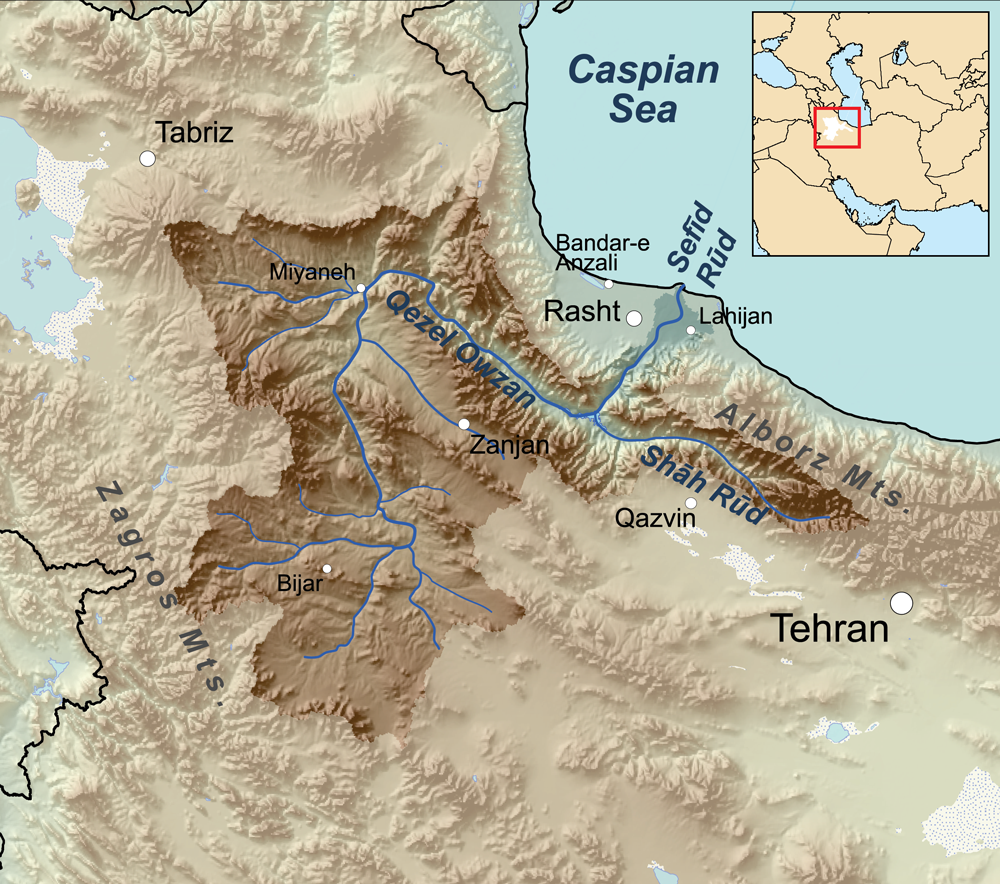
مسیر رودخانه قزل‌اوزن

| نام رودخانه | محل سرچشمه                  | محل ریزشگاه         |
| ----------- | --------------------------- | ------------------- |
|             |                             |                     |
| قزل‌اوزن     | کوه‌های سارال و چهل‌چشمه      | دریای خزر           |
| سیمینه رود  | کوهستان‌های مابین سقز و بانه | دریاچه ارومیه       |
| سیروان      | بخش رزاب و مریوان           | دریاچه سد دربندیخان |
| زرینه‌رود    | کوه‌های چهل‌چشمه              | دریاچه ارومیه       |
| برده‌سور     | کوه کان کبوتر               | دریاچه ارومیه       |